# Heinrich Hulsius
Heinrich Hulsius (auch Henricus Hulsius oder Heinrich Hülse; * 10. Oktober 1654 in Cronenberg; † 29. März 1723 in Duisburg) war ein deutscher reformierter Theologe und Hochschullehrer.

## Leben
Hulsios war Sohn eines Predigers. Er absolvierte die Schule von Elberfeld und wurde 1667 an der Universität Duisburg eingeschrieben. Er wechselte 1673 an die Universität Marburg, an der er insbesondere unter dem Einfluss von Reinhold Pauli stand. Anschließend studierte er an der Universität Leiden, bevor er sich an die Universität Harderwijk begab, an der er am 6. Juli 1679 zum Doktor der Theologie promoviert wurde.
Hulsios folgte 1681 einem Ruf auf eine Stelle als Professor der Theologie zurück an die Duisburger Universität. Als solcher wirkte er, der als geschickter Lehrer beschrieben wird, bis zu seinem Lebensende. Seine zahlreichen Schriften werden bei Johann Gottlob Wilhelm Dunkel aufgezählt. Er wird als Theologe der coccejanisch-pietistischen Richtung zugezählt.

## Werke (Auswahl)
- Sulamith Oder Uberzeugung und Vereinigung der Euangelischen: Entgegen gesetzt Deme neulich im Hertzogthum Bergh auffgelassenen übelgenanten Göttlichen Fevr, Sas, Duisburg 1683.
- Summa theologiae s. liber de molitione et opere et sabbatho Dei, Leiden 1683.
- Verba Ithiel, Uchal et Lemoel: seu in ultima paroemiastae Salomonis, commentarius propheticus, Luchtmans, Leiden 1693.
- De Vallibus Prophetarum Sacris: Liber Unus, Luchtmans, Leiden 1693.
- Melchisedecus Unà cum Parente: Ex tenebris Cum Scripturae S. tum Fabulosae Gentilis, emergens & caput protollens, Sas, Duisburg 1706.